# 1,3,5-Trinitrobenzen
1,3,5-Trinitrobenzen (TNB) – organiczny związek chemiczny z grupy nitrozwiązków, trinitrowa pochodna benzenu o właściwościach wybuchowych. Ma dwa izomery podstawienia: 1,2,3-trinitrobenzen i 1,2,4-trinitrobenzen. Pomimo dobrych parametrów detonacyjnych, nie znalazł zastosowania jako materiał wybuchowy.

## Otrzymywanie
Bezpośrednie nitrowanie benzenu do trinitrobenzenu wymaga drastycznych warunków przeprowadzania procesu (na etapie wprowadzania trzeciej grupy nitrowej) i jednocześnie uzyskuje się produkt z małą wydajnością. Stąd ta metoda nie jest z reguły wykorzystywana. Dobrą wydajność otrzymywania TNB osiąga się poprzez utlenianie pochodnych 1,3,5-trinitrobenzenu (np. trotylu) do kwasu 2,4,6-trinitrobenzoesowego i dekarboksylacji tego kwasu. Inną metodą jest redukcja chlorku pikrylu za pomocą miedzi w 85% roztworze etanolu w temperaturze wrzenia.
Trinitrobenzen jest również produktem rozkładu fotochemicznego trotylu i występuje w miejscach zanieczyszczonych tym materiałem wybuchowym.

## Właściwości
Trinitrobenzen jest trwały w kwaśnym środowisku, jednak w obecności zasad tworzy barwne kompleksy Meisenheimera. Działając łagodnymi utleniaczami (np. żelazocyjankiem potasu) można otrzymać kwas pikrynowy, natomiast działając siarczkiem sodu redukuje się jedną z grup nitrowych otrzymując 3,5-dinitroanilinę. Redukcja wszystkich trzech grup nitrowych (do triaminobenzenu) jest możliwa przy zastosowaniu cyny lub żelaza w kwasie solnym. Trinitrobenzen tworzy z wielopierścieniowymi węglowodorami aromatycznymi i ich pochodnymi krystaliczne addukty. Podobne połączenia powstają również z aminami aromatycznymi, fenolami i nitrobenzenem. Addukty te są często barwne.
Może być oczyszczany z niesymetrycznych izomerów poprzez siarczynowanie. W reakcji z wodnym roztworem siarczynu sodu tworzy się addukt C6H3(NO2)3·Na2SO3, który po zakwaszeniu środowiska rozpada się uwalniając TNB. Niesymetryczne trinitrobenzeny ulegają natomiast substytucji grupy nitrowej na grupę sulfonową z powstaniem soli sodowej.
Trinitrobenzen ma nieco wyższe parametry detonacyjne od trotylu. Jego prędkość detonacji wynosi 7300 m/s (przy gęstości 1,71 g/cm3). Jest odporny na tarcie (powyżej 353 N), a jego wrażliwość na uderzenie wynosi 7,4 J. Zdolność do wykonania pracy badana w bloku ołowianym (próba Trauzla) wynosi 325 cm³.

## Zastosowanie
Z uwagi na uciążliwość i duże koszty produkcji przy zbyt małym zwiększeniu parametrów detonacyjnych względem trotylu, trinitrobenzen nie znalazł praktycznego zastosowania jako materiał wybuchowy. Może być stosowany jako wskaźnik pH w postaci roztworu 0,1–0,5% w etanolu (bezbarwny roztwór barwi się na pomarańczowo w zakresie pH 12–14). Znajduje również zastosowanie w syntezie organicznej (np. do wytwarzania floroglucyny).